# Etsha 1
Etsha 1 é uma vila localizada no Distrito do Noroeste em Botswana. Possuía, em 2011, uma população estimada de 965 habitantes.